# Río Yavero
Der Río Yavero, im Oberlauf: Río Mapacho, im Mittellauf: Río Paucartambo, ist ein etwa 280 km langer rechter Nebenfluss des Río Urubamba im Osten von Peru in der  Verwaltungsregion Cusco. Er ist nicht zu verwechseln mit dem Río Paucartambo, linker Quellfluss des Río Perené. Der Río Yavero ist ein Kajak-Gewässer.

## Flusslauf
Der Río Mapacho entsteht am Zusammenfluss von Río Tinqui (rechts) und Río Lauramarca (links) auf einer Höhe von etwa 3680 m. Die Quellflüsse entwässern die Nordflanke eines vergletscherten Gebirgsmassivs, dessen höchster Gipfel der Ausangate (6384 m) ist. Der Fluss fließt die ersten 160 km in Richtung Nordnordwest und wendet sich anschließend allmählich in Richtung Westnordwest. Am Oberlauf liegen die Orte Ocongate und Ccarhuayo. Später heißt der Fluss Río Paucartambo und passiert bei Flusskilometer 230 die Kleinstadt Paucartambo sowie 15 km flussabwärts die Ortschaft Challabamba. Weiter flussabwärts liegen keine größeren Siedlungen am Flusslauf. Im Unterlauf, nahe der Mündung, ändert sich der Flussname in Río Yavero. Der Río Yavero trifft schließlich auf einer Höhe von 480 m auf den nach Norden strömenden Río Urubamba.

## Einzugsgebiet
Das Einzugsgebiet des Río Yavero umfasst eine Fläche von etwa 5400 km². Es zieht sich wie ein Schlauch entlang dem Flusslauf und besitzt eine maximale Breite von etwa 40 km. Im Westen grenzt es an das Einzugsgebiet des Oberlaufs des Río Urubamba. Im Osten verläuft die Wasserscheide zum Einzugsbereich des Río Madre de Dios, im Norden verlaufen die Urubamba-Zuflüsse Río Yuyato und Río Ticumpinia.